# 媪围县
媪围县，中国古代的县名。

## 历史
汉武帝时，在今甘肃省白银市景泰县的黄河以西设媪围县。县治在今景泰县芦阳镇吊沟古城遗址。隶属于武威郡。
东汉仍然设置。
《水经注》〈水经〉：“媪围县西南有泉沅，东迳县南，又东北入河也。”  
曹魏时，媪围县沿汉制，属魏之武威郡。西秦时废。